# Matilde Ortoneda y Torrens
Matilde Ortoneda y Torrens (Madrid, 21 de juny de 1837—?, ?) va ser una cantant soprano d'òpera i sarsuela espanyola.
Va cursar estudis musicals al Reial Conservatori Superior de Música de Madrid, iniciant la seva formació vocal el primer any amb Ángel Inzenga i la resta, un total de cinc anys, amb Baltasar Saldoni, obtenint el primer accèssit en un dels concursos durant el seu període com a alumna. Destacà com a belcantista, atès que hom afirma que la seva veu de soprano era robusta, d'execució neta i àgil i bona emissió de veu.
El 5 de febrer de 1862 va debutar al Teatro del Circo amb la sarsuela El dominó azul i el 1864 va participar en Propósito de mujer, cantant com a primera soprano, elogiada en ambdues funcions. Després anà a Barcelona, on està documentada entre 1867 i 1870, actuant a diversos concerts i funcions d'òpera realitzades a la ciutat. Per exemple, va actuar en l'òpera La Favorite de Gaetano Donizetti al Gran Teatre del Liceu (1868), o en el concert vocal i instrumental organitzat per la Societat Artística (1869), on cantà una ària del Tancredi de Rossini amb notable èxit.
Des de Barcelona va passar a Amèrica, passant primer per l'Havana i després a Puerto Rico, on consta com a membre d'una companyia encapçalada pel porto-riqueny Mateo Tizol, i en algun moment a Mèxic.
Es desconeixen la data i lloc de mort.